# Resultados do Carnaval de Vitória em 2004
Esta página contém os Resultados do Carnaval de Vitória de 2004.

## Grupo Único

### Classificação
| Legenda: Campeã |

| Col. | Escola                    | Enredo                                                                                       | Pontos |
| ---- | ------------------------- | -------------------------------------------------------------------------------------------- | ------ |
| 1    | Unidos de Jucutuquara     | Quantos Mais Caminhos Houver, Mais Descaminhos Haverá                                        |        |
| 2    | Mocidade Unida da Glória  | S.O.S. Senhores do Universo. O Planeta Terra Está Agonizando!                                |        |
| 3    | Novo Império              | Vizinhos, Nós Também Temos: Axé, Uai e Samba no Pé                                           |        |
| 4    | Unidos da Piedade         | Uma Viagem Turística - Um Vôo Entre o Mar e as Montanhas                                     |        |
| 5    | Andaraí                   | Mármore e Granito: A Força das Pedras no Espírito Santo                                      |        |
| 6    | Pega no Samba             | Fonte da Capixaba, o Centro Bebeu de Suas Águas                                              |        |
| 7    | Independente de Boa Vista | A Menina e o Pássaro Encantado. O Direito à Infância! É o que Conta no Mundo do Faz de Conta |        |
| 8    | Unidos de Barreiros       | J. Sisters, "J" de Jeitinho Brasileiro                                                       |        |
| --   | Tradição Serrana          | Voei na História, Proclamei no Carnaval: A Serra é Terra da Esperança Social                 | --     |
| --   | Imperatriz do Forte       | Abram alas para o teatro: hoje o palco é nosso.                                              | --     |